# 茂木弘行
茂木 弘行（もぎ ひろゆき、1945年 - ）は、日本の彫刻家である。東京藝術大学大学院修了。新樹会展招待出品。無所属。

## 来歴
新潟県出身。新潟県立巻高等学校卒業。東京藝術大学美術学部彫刻科（山本豊市教授に師事）を経て、東京藝術大学大学院美術研究科彫刻専攻を修了。舟越保武教室。1966年より新樹会展に出品（日本橋三越本店。以降毎回）。1969年にサロン・ド・プランタン賞受賞。1971年より同大学助手。1973年に同大学を退官し、彫刻制作専業の道へと進む。1977年にヨーロッパを巡遊し、イタリア・ローマに滞在する。制作に専念できる環境を求めて、1983年にアトリエを東京・世田谷から郷里の新潟に移す。
いずれの公募展にも出品せず、一貫して個展・グループ展のみを発表の場とするとともに、国内外からモニュメントなどの制作依頼を数多く受けるなど、昭和～平成～令和にわたり、具象彫刻界の第一線で活動している。

## 作風
凛とした佇まいの女性を中心としたブロンズ像は、都市空間の中で共生している。その作品群の多さは、多岐にわたる依頼主による厳選した評価として検証できる。
一点一点のフォルムを納得ゆくまで追求し続けられる厳しい眼と、人一倍深い情念から生まれる作品は、清楚で、優しく、若さと躍動感に満ち溢れている。

## 主な彫刻作品の設置場所
作品は、海外の国際機関をはじめ、国内各地のパブリックスペース（駅コンコース、キャンパス、公園、美術館、行政庁舎など）に設置されている。

### 海外
WHO（世界保健機関）などから制作依頼を受けて、1979年にスイス・ジュネーヴのWHO本部、ニューヨークのドレイパー世界人口基金ロビーに作品が設置される。

### 国内
鉄道駅

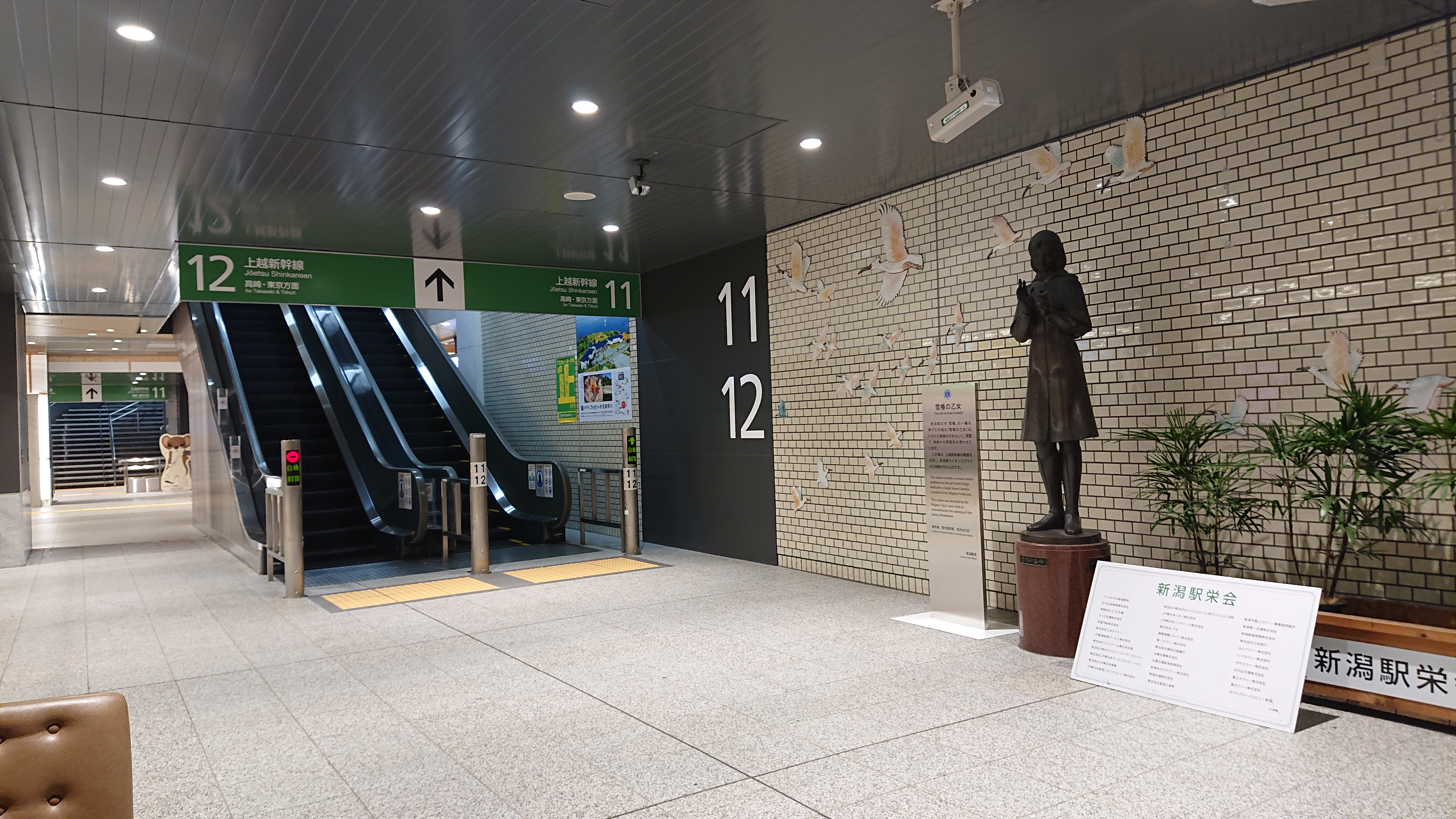
旅客を迎える「雪椿の乙女」（新潟駅新幹線コンコース）

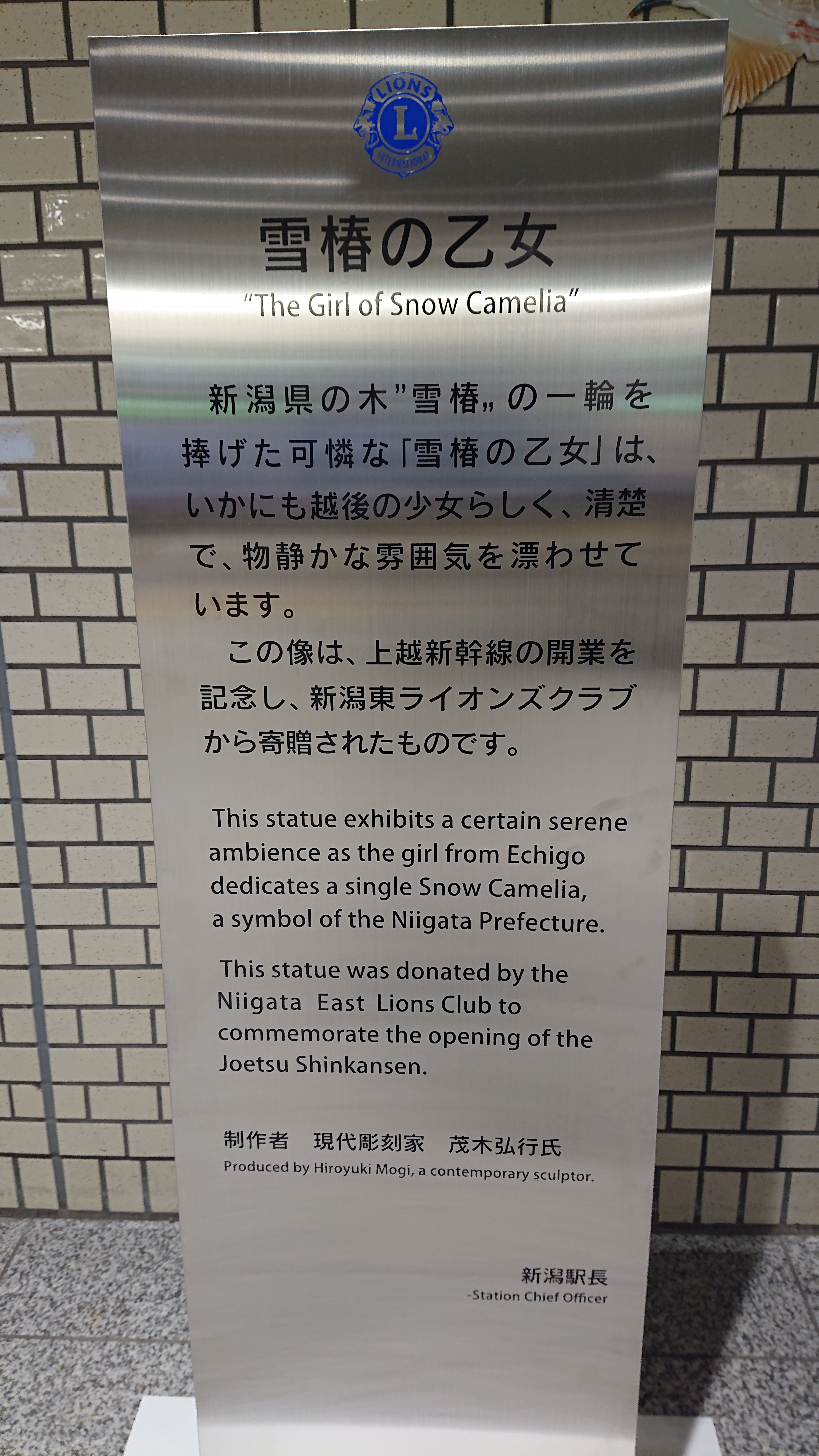
「雪椿の乙女」の案内サイン

- 東急田園都市線・青葉台駅コンコース［北口］（横浜市）
- JR東日本上越新幹線・新潟駅新幹線コンコース

その他のパブリックスペース
- 横手市学校橋・橋上公園（秋田）
- 銀座花椿通り（東京・銀座7-8丁目）
- 有楽町マリオン（旧TOHOシネマズ日劇）（東京）
- 立川市役所（東京）
- 相鉄ライフ南まきが原（神奈川）
- 新潟市役所本館
- 新潟市西川ふれあい公園 - 水道記念公園
- 親不知コミュニティロード（新潟・糸魚川市）
- 袋井市役所（静岡）
- 栄NOVA（名古屋）
- 舞鶴市松島公園（京都）
- 舞鶴市明倫緑地（京都）
- 姫路市大手前通り（兵庫）
- 呉市美術館通り（広島）
- 広島市幟町中学校前「文化の道」
- 北九州市立美術館「美術の森公園」
- 佐伯市野岡緑道（大分）

住居施設
- 三菱地所「パークハウス多摩川」（東京）
- 相鉄・三井不動産「ステージ星川」（横浜市）
- 相鉄「箱根エグゼクティブコート」（神奈川・強羅）
- 東急ドエル鎌倉ビレジ

文教施設
- 青森公立大学
- 東北文化学園大学（仙台市）
- 城西大学（埼玉・坂戸市）
- 日本社会事業大学（東京・清瀬市）
- 新潟県立新潟中央高等学校
- 新潟県立巻高等学校
- 新潟市立西川中学校
- 新潟市西川図書館
- 長岡赤十字看護専門学校（新潟）
- 愛知芸術文化センター「愛知県図書館」（名古屋）

社屋ほか
- ケアハウス「ボナール十和田」（青森）
- 株式会社武蔵野（埼玉・朝霞市）
- テルモ株式会社湘南センター（神奈川）
- アクシアル リテイリング株式会社 - 原信ナルスHD元社長、旧全国スーパーマーケット協会元理事長 原信一氏胸像（新潟・長岡市）
- 上村工業株式会社中央研究所（大阪・枚方市）
- 株式会社コーダ（大阪）
- 日本製鉄株式会社大阪支社（旧住友金属工業株式会社本社）- 第8代関西経済連合会会長 日向方齊氏胸像
- 株式会社タコー（岐阜）
- 淡路カントリー倶楽部（兵庫）
- 北六甲カントリー倶楽部（兵庫）

## 褒章・メダル
- 一般財団法人日本科学技術連盟「日本品質管理賞（現デミング賞大賞）」
- NHK山形放送局「NHK東北ふるさと賞」
- 大成建設株式会社
- 日野自動車株式会社
- マツダ株式会社
- 三菱自動車工業株式会社

## 主な作品
- 1982年「雪椿の乙女」JR東日本上越新幹線・新潟駅新幹線コンコースほか
- 1987年 日本赤十字社新潟県支部創立100周年記念モニュメント「玲瓏」長岡赤十字看護専門学校（新潟）
- 1984年「雪椿の乙女Ⅱ」広島市幟町中学校前「文化の道」
- 1988年 日本近代登山の父・イギリス人宣教師「ウォルター・ウエストン像」[4]親不知コミュニティロード（新潟・糸魚川市）
- 1989年「雪椿の乙女'82」北九州市立美術館「美術の森公園」
- 1991年「ゆめ」[5]呉市美術館通り（広島）、東急田園都市線・青葉台駅コンコース［北口］（横浜市）
- 1992年「かげ」姫路市大手前通り（兵庫）
- 1993年「はな」[6]銀座花椿通り（東京・銀座7-8丁目）
- 1995年 終戦50年記念平和祈念像「おはなし（乙女と鳩）」[7]立川市役所（東京）
- 2000年「水辺」新潟市西川ふれあい公園 - 水道記念公園

「空の音色」（新潟市西川図書館）

- 2005年「空の音色」新潟市西川図書館

## 主な出版物
- 「茂木弘行」『国際彫刻展 : ロダンにはじまる創造の軌跡 : 近代から現代まで』、岩手日報社、1980年。
- 「茂木弘行」『国際巨匠彫刻展 : 小倉玉屋開店45周年記念』、小倉玉屋、1983年。
- 「茂木弘行」『11-show '85 : 遊象展』、ギャラリーせいほう、1985年。
- 「茂木弘行彫刻展」、西武百貨店、1986年。
- 「茂木弘行彫刻展 HIROYUKI-MOGI」、松坂屋本店美術部、1988年。
- 「今月のこの作家・この作品（彫刻）／茂木弘行」『月刊美術』、実業之日本社、1986年、p65～67。
- 「現代彫刻4人展 : 具象の熱きかたち : 島田勝吾、茂木弘行、杉山惣二、笹戸千津子」、西武アート・フォーラム、1991年。
- 「茂木弘行」『今日の素描展 : デッサン・フォーラム』、有楽町西武、1992年。